# JX金属敦賀リサイクル
JX金属敦賀リサイクル株式会社（ジェイエックスきんぞくつるがりさいくる、JX Kinzoku Tsuruga Recycle Co., Ltd. ）は、かつてJX金属が100%出資した日本の企業。

主な事業内容としては貴金属リサイクル事業、廃電子機器の解体・選別事業、産業廃棄物の中間処理事業を行なっている。

2021年9月30日をもって事業終了。同年10月1日より同敷地で新会社「JX金属サーキュラーソリューションズ株式会社」が設立された。

## 沿革
- 1953年（昭和28年）5月 - 硫酸工場完成（磁硫鉄鉱から硫酸の製造開始）。
- 1957年（昭和32年）4月 - 三日市製錬から亜鉛鉱石の焙焼を受託。
- 1965年（昭和40年）2月 - 日本鉱業と合併（日本鉱業敦賀製錬所）。
- 1985年（昭和60年）4月 - 日鉱亜鉛として分離独立。
- 1994年（平成6年）11月 - 産業廃棄物並びに特別産業廃棄物処分業の許可取得。
- 1995年（平成7年）11月 - 亜鉛製錬休止、日鉱敦賀リサイクル設立（資本金5,000万円）。
- 1996年（平成8年）6月 - 日鉱敦賀リサイクルの営業開始（産業廃棄物中間処理、貴金属リサイクル）。
- 1997年（平成9年）12月 - リチウムイオン2次電池のリサイクル開始。
- 1998年（平成10年）9月 - 廃電子機器の解体リサイクル事業開始。
- 2000年（平成12年）11月 - 環境ISO14001の認証登録。
- 2003年（平成15年）6月 - ダイオキシン類を含有する廃棄物処理業の許可取得。
- 2011年（平成23年）4月 - JX金属敦賀リサイクルに商号変更。
- 2021年（令和3年）9月 - 事業を終了。
- 2021年  (令和3年)  -  同敷地にJX金属サーキュラーソリューションズ敦賀(株)操業。